# André Denis
André Denis, né le 7 décembre 1920 à Brive et mort le 15 février 2002 à Lésigny, est un résistant et homme politique français.

## Biographie
Issue d'une famille ouvrière, il décroche en 1936 trois CAP. C'est aussi cette année qu'il découvre la jeunesse ouvrière chrétienne et devient président de la section locale de Brive dont il est le fondateur. Il est l'année suivante le premier président de la fédération jociste départementale de la Corrèze, en même temps qu'il commence sa vie professionnelle comme ouvrier dans la métallurgie.
Licencié de façon assez abusive de l'usine Philips-émission, sans doute du fait de son engagement au sein de la CFTC, ou du fait de sa santé défaillante, qui lui vaut d'être réformé, il intègre la SNCF, où travaille son père, en 1939, avant de devenir permanent de la JOC en décembre de cette année.
Lié à Edmond Michelet, il participe à l'activité de la résistance chrétienne, essentiellement au début par la diffusion de documents de propagande, notamment les Cahiers de Témoignage Chrétien, puis par l'élaboration de faux papiers dans le cadre du réseau Charette, dirigé par Michel Cailliau, qui avait pour tâche principale l'évasion des prisonniers.
Réfractaire au STO, recherché par la Milice française, il entre en clandestinité au printemps 1943 et prend le pseudonyme d'Albert Delorme. Il se déplace alors à Lyon, puis Marseille, où il devient responsable des Jeunes chrétiens combattants. Il participe à la tête d'un groupe de FFI à la libération de la ville.
Son action pendant la guerre lui vaut la légion d'honneur, la croix de guerre et la médaille de la résistance.
Il devient alors secrétaire général adjoint de l'association catholique de la jeunesse française, alors dirigée par Maurice-René Simonnet et s'engage en politique au sein du Mouvement républicain populaire. Il est aussi rédacteur en chef du journal catholique de Limoges, La Liberté du Centre, dirigé par Robert Schmidt.
Tête de liste MRP en Dordogne en juin 1946, il devient un des plus jeunes députés de l'assemblée constituante. Sont également élus deux communistes, le socialiste Robert Lacoste et le radical Yvon Delbos. Il est ensuite réélu en novembre, puis lors des élections de 1951. Tant au sein du parti que du groupe de l'Assemblée, il se distingue par des prises de positions très critiques de la ligne trop orientée à droite que prend le MRP. En 1953, il vote même contre l'investiture de Georges Bidault comme président du conseil.
Il défend des positions anti-colonialistes à de multiples reprises, notamment sur la question malgache, mais aussi pour l'Indochine ou le Maroc, la Tunisie et l'Algérie.
Il est alors proche du Mouvement de libération du peuple, sans pour autant y adhérer.
Il finit par être exclu du MRP en janvier 1954. Il rejoint alors la Jeune République, comme d'autres militants de l'aile gauche du MRP (Charles d'Aragon, Léo Hamon, Henri Bouret, par exemple). Le vieux mouvement de Marc Sangnier, qui vivote alors sous la présidence de Maurice Lacroix, connaît un regain de vitalité et soutien ardemment l'expérience mendésiste, sans toutefois obtenir de participer au gouvernement composé par le député de l'Eure.
L'expérience JR étant cependant peu productive, il participe aux entreprises de regroupement de la gauche "indépendante" de l'époque, d'abord au sein du Centre d'action des gauches indépendantes, puis en 1955 au Mouvement uni de la nouvelle gauche. 
En 1956, de nouveau candidat, il n'est pas réélu député. Il quitte alors la Dordogne pour s'installer au Maroc, comme dirigeant d'entreprise, et ne revient en France qu'en 1965.
Entretemps, il avait adhéré au Parti socialiste autonome, fondu dans le PSU en 1960, puis en 1964 à la Convention des institutions républicaines menée par François Mitterrand. En 1969, il rejoint le "nouveau" parti socialiste créé à l'initiative de la SFIO, et en reste membre jusqu'à sa mort.

## Décorations
- Croix de guerre 1939-1945.
- Médaille de la Résistance.